# Lanzagranadas automático

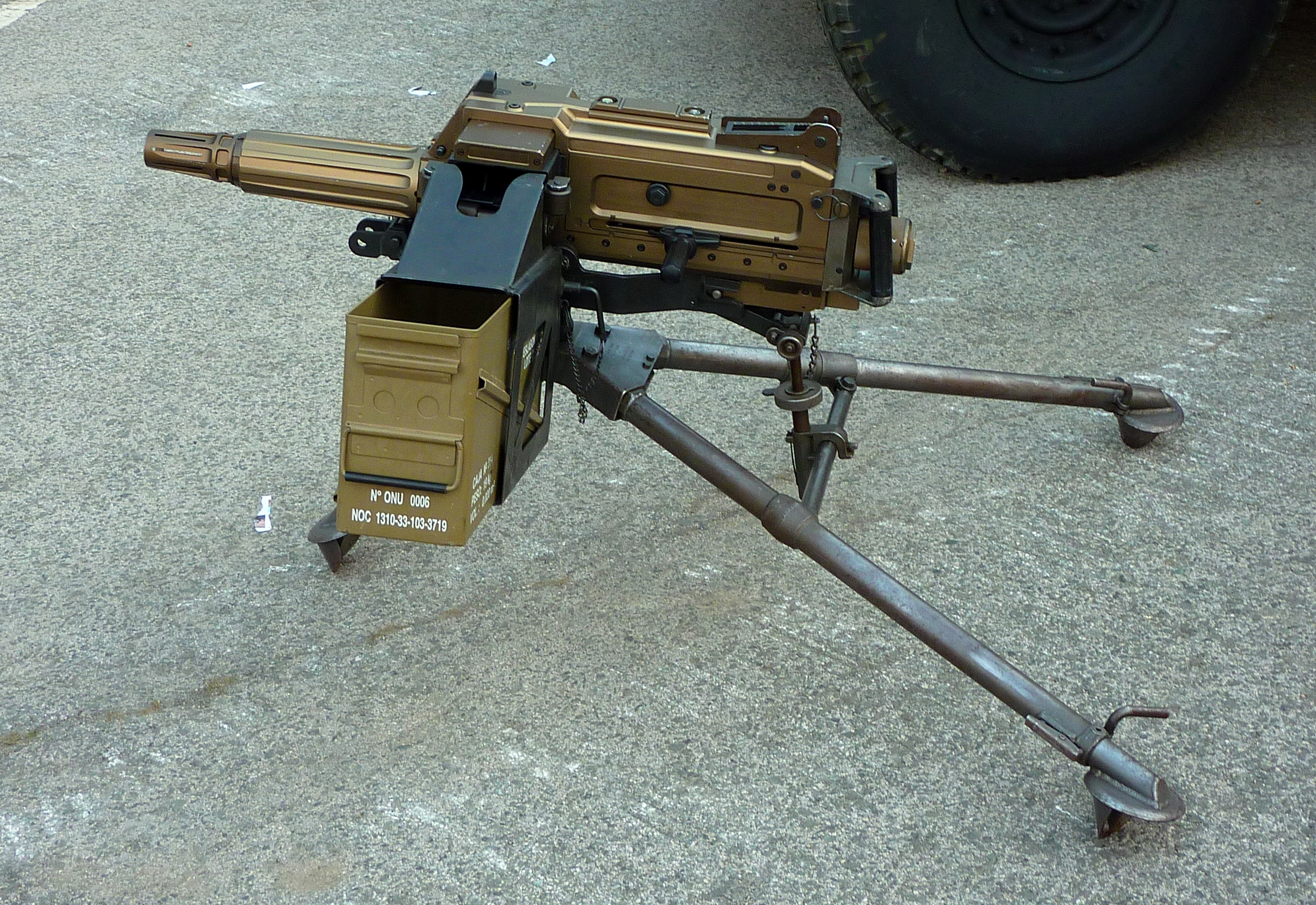
El LAG 40 SB es un ejemplo de lanzagranadas automático.

Un lanzagranadas automático es un lanzagranadas que dispara en sucesión rápida. Son alimentados mediante una cinta de granadas o cargadores de gran capacidad.

## Características

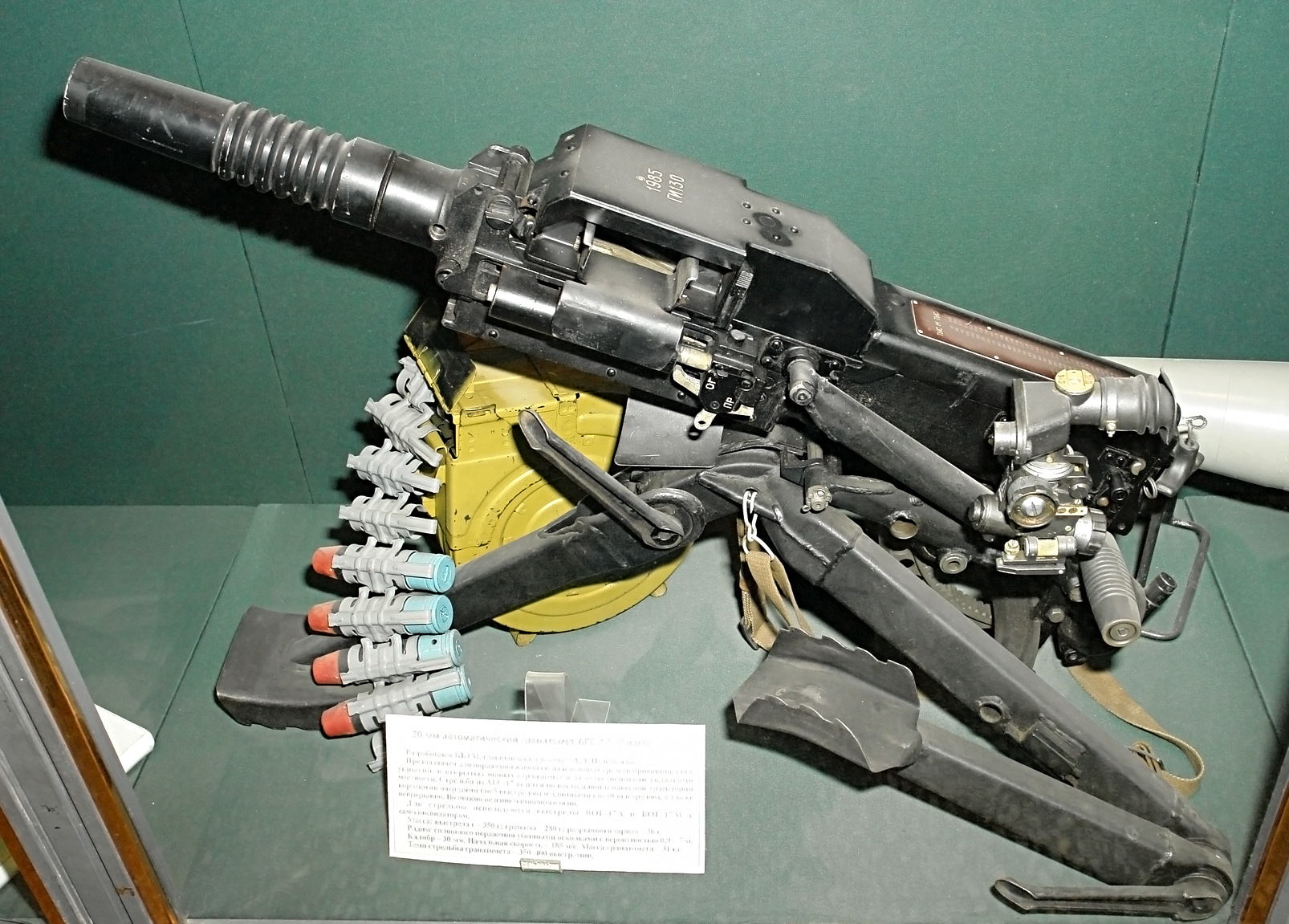
Lanzagranadas automático AGS-17 Plamya de calibre 30mm

Estas armas son a menudo montadas en vehículos o helicópteros. El arma, su trípode y las municiones son una carga pesada, que requiere de un pequeño equipo de hombres. El lanzagranadas Mk 19 pesa 62,5 kg montado sobre su trípode y cargado con una cinta de granadas contenida en un caja portacintas. El popular Mk19 es capaz de fuego indirecto a 2200 metros, una función de fuego indirecto tradicionalmente reservada para morteros. Aunque lleva menos explosivo que un mortero de 60 mm, esto es contrarrestado por su alto volumen de fuego.
El calibre más popular para lanzagranadas automáticos en occidente es el 40 mm. La Unión Soviética utilizó con éxito el AGS-17 de 30 mm durante la Guerra de Afganistán, y en 2002, Rusia introdujo un sucesor, el AGS-30. Las municiones para los lanzagranadas automáticos incluyen granadas de alto poder explosivo, fragmentación, carga hueca para atacar vehículos blindados ligeros. También se han fabricado municiones menos letales, como las granadas de gas lacrimógeno y de esponja.
Estas armas utilizan diferentes métodos de operación, con el "blowback" y "retroceso largo" siendo dos elecciones populares.  En todas estas armas, la energía liberada por el disparo de la primera granada carga la siguiente munición en la recámara. El Mk 19 es automáticamente recargado a través del método blowback, donde los gases en expansión empujan hacia atrás el cerrojo.
En el método por retroceso largo, el cerrojo está fijo a la recámara y esta es empujada hacia atrás.  Estas armas son menos precisas, pero menos pesadas que las accionadas por blowback. General Dynamics fabrica un modelo a retroceso largo, el Mark 47, como lo hace la empresa española Santa Bárbara.  El LAG-40, fabricado por Santa Bárbara, tiene una cadencia de tiro baja de 215 disparos/minuto.